# Kraftwerk Fortuna (1912–1988)
Das Kraftwerk Fortuna mit seinen Blöcken I bis III war ein Braunkohlekraftwerk im ehemaligen Bergheimer Ortsteil Fortuna (nahe Oberaußem) im Rheinischen Revier.
Versorgt wurde es bis Mitte der 1950er-Jahre mit Kohle aus der direkt angrenzenden Grube Fortuna, später vor allem aus dem Tagebau Fortuna-Garsdorf, aber auch aus anderen Tagebauen des Reviers (Bergheim, Hambach über die Hambachbahn, Garzweiler über die Nord-Süd-Bahn etc.).
Da sich das Kraftwerk auf einem für den Abbau vorgesehenen Gebiet mit großen Braunkohlevorkommen befand und da weiterer Betrieb wegen anstehenden Modernisierungsmaßnahmen unwirtschaftlich gewesen wäre, wurde der Standort 1988 für die Erweiterung des Tagebaus Bergheim geschlossen und zusammen mit dem gesamten Ortsteil Fortuna abgebaggert.

## Geschichte

### Aufbau und Betrieb
Das Kraftwerk Fortuna wurde Anfang des 20. Jahrhunderts auf Initiative von Paul Silverberg von der Fortuna AG (Fortuna Aktiengesellschaft für Braunkohlenbergbau und Brikettfabrikation) gebaut, um die Kohle aus der unternehmenseigenen Grube Fortuna zu verwerten und die Stadt Köln und den Kreis Bergheim mit Drehstrom zu versorgen. Betrieben wurde das Werk von der Tochtergesellschaft REW (Rheinische Elektrizitätswerke im Braunkohlenrevier AG – nicht zu verwechseln mit RWE).
Werk I ging 1912 mit einer elektrischen Leistung von etwa 4 MW ans Netz (25 kV) und war damit (zusammen mit den Vorgängern des Kraftwerks Goldenberg) das erste Kohlekraftwerk im Rheinischen Revier. 1914 lieferte das Kraftwerk rund die Hälfte des Strombedarfes der Stadt Köln.
Werk II ging 1923 in Betrieb. In zehn staubgefeuerten Kesseln wurde der Hochdruckdampf (80 bar) für die sechs Dampfturbinen mit je ca. 78 MW elektrischer Leistung erzeugt.
Werk III wurde 1956/57 mit zwei Blöcken à 100 MW in Betrieb genommen und 1965 nochmals um zwei Blöcke mit je 150 MW erweitert. Damit erreichte das Kraftwerk seine maximale Leistung von etwas mehr als 1 Gigawatt elektrisch.

### Stilllegung
Werk I war bereits in den 1950er-Jahren stillgelegt worden, da die Technik veraltet und das Werk mit der geringen Leistung nicht mehr wirtschaftlich war.
Für Werk II und III kam das Aus Ende der 1980er-Jahre, hauptsächlich aus drei Gründen:
1. Aufgrund der in Kraft getretenen Großfeuerungsanlagenverordnung wäre es ab 1993 notwendig geworden, eine moderne Rauchgasreinigungsanlage zu errichten; die Höhe der dafür notwendigen Investitionen wären mit einem zu geringen Kapitalrückfluss verbunden und somit unwirtschaftlich gewesen.
2. Es gab insgesamt Überkapazitäten im Kraftwerkspark von Rheinbraun; die verlorengehende Leistung konnte mit geringem Aufwand durch andere Standorte kompensiert werden (z. B. durch die Erweiterung des anfangs als Fortuna IV bezeichneten Kraftwerk Niederaußem[3]).
3. Unter dem Kraftwerksgelände lagen wertvolle Braunkohlevorkommen, die erschlossen werden sollten.

Ab 1987 wurde die Leistung stufenweise zurückgefahren. Am 22. Dezember 1988 ging die letzte Turbine vom Netz. Anschließend wurde das gesamte Kraftwerk abgerissen und das Gelände abgebaggert. Die meisten der 400 Beschäftigten wurden ins Nachbarkraftwerk Niederaußem, der Rest in den Ruhestand versetzt.